# Ramban (Jammu-et-Cachemire)
Ramban est une ville indienne située dans le district de Ramban dans le territoire du Jammu-et-Cachemire. En 2011, sa population était de 8 128 habitants.